# Jonquille
De jonquille (Narcissus jonquilla) is een plantensoort uit de narcisfamilie (Amaryllidaceae). De soort komt voor op het Iberisch schiereiland, in Zuid- en Oost-Portugal en in Zuid- en Centraal-Spanje. Sinds de 18e eeuw wordt deze soort in Zuid-Frankrijk geteeld voor de winning van een etherische olie. Deze olie heeft een sterke geur en wordt gebruikt voor de bereiding van parfums.